# Кайт — девочка-убийца
«Кайт — девочка-убийца» (яп. A カイト) — аниме студий Green Bunny и ARMS. Режиссёром, сценаристом и дизайнером персонажей выступил Ясуоми Умэцу. В России было издано компанией MC Entertainment в нецензурированной режиссёрской версии. Также сокращённая версия (45 минут) была показана по телеканалу «2x2». Несмотря на то, что аниме не является хентаем в традиционном понимании, в нём присутствует несколько детализированных сцен сексуального характера.
В 2008 году вышло продолжение под названием Kite Liberator (яп. カイト リベレイター, «Кайт-избавительница»). В 2014 году по мотивам аниме был снят американо-мексиканский игровой фильм «Кайт».

## Сюжет
Несколько лет назад девочка Сава лишилась родителей. Её опекуном становится бескомпромиссный и циничный полицейский Акаи. Акаи — педофил, убийца и садист. Он сделал Саву своим послушным оружием — она научилась убивать тех, на кого указывал Акаи. Вдобавок у него с ней отношения сексуального характера с самого начала опекунства. Для неё нет невыполнимых заданий — мгновенно превращаясь из примерной школьницы в хладнокровного киллера, она начинает уничтожать разрывными пулями тела своих жертв, у которых нет ни шанса на выживание. Сава всегда работает одна, поэтому появление нового напарника, ловкого и бесстрашного Обури, резко меняет её жизнь — внезапно у неё появляется друг и новые, неведомые чувства.
Когда Обури посылают на его последнее задание, Сава рассказывает ему, что ей приказали убить его, Обури ведает ей, что её родители погибли от Акаи и Кани, но она уже знает. Сава отпускает его.
Задание оказалось подставой, и Обури захотел уйти с Савой, но им помешали, и на глазах у него Акаи изнасиловал Саву. Через несколько дней напарника Акаи находят мёртвым с многочисленными огнестрельными ранениями. Акаи решает, что в этом виновен Обури, и приходит на место смерти родителей Савы, где девушка и убивает его.
Заканчивается фильм тем, что Обури идет домой и по пути в него стреляет девочка, та самая, мяч которой он прострелил ещё в начале фильма (может, она была наёмником, а может, месть — не ясно). А в доме Сава ждет его с кошками, дверь открывается, и она поворачивается к ней.

## Персонажи
Сава (яп. 砂羽 Сава) — главная героиня. Её родители были убиты за 4 года до начала событий, описанных в аниме, а опекуном стал полицейский Акаи, который пытается воспитать из Савы наёмную убийцу и использовать в своих целях. Умна и красива. Не любит убивать и утешается лишь мыслью, что те, кого она убила, на самом деле были преступниками и что мир без них станет лучше. Ненавидит Акаи за его садизм и отвратительные наклонности.
Сэйю: Котоми Нарусэ
Обури (яп. 音不利 Обури) — друг и напарник Савы, как и она, находится под опекой Акаи. Должен завершить несколько заданий, прежде чем его отпустят.
Сэйю: Синго Оямада
Акаи (яп. 赤井 Акаи) — офицер полиции, сотрудник убойного отдела и опекун Савы. Циник, обладает садистскими (по собственным словам, ему доставляет удовольствие наблюдать человеческие страдания) наклонностями. Педофил.
Сэйю: Горо Сибусава
Каниэ (яп. 蟹江 Каниэ) — Напарник Акаи по организации заказных убийств, исполняет роль посредника между заказчиками и исполнителями. Также отвечает за оснащение своих подопечных (пистолеты, которыми вооружены Сава и Обури, собраны Каниэ). Как и Акаи, садист и педофил.
Сэйю: Тацуо Матоба